# Шарифов, Алескер Мамедтаги оглы
Алескер Шарифов Мамедтаги оглы (азерб. Ələsgər Məmmədtağı oğlu Şərifovı; 25 декабрь 1909, Шамаха – 9 сентябрь 1982, Баку) — азербайджанский актер театра, режиссер. Народный артист Азербайджанской ССР (1960).

## Биография
Алескер Шарифов родился 25 декабря 1909 года в Шемахе. Семья переехала в Баку, где Алескер пошел в школу. Дядей Алескера являлся актер Аббас-Мирза Шарифзаде, что сыграло важную роль в его интересе к театральному искусству.
В 1923 году Алескер Шарифов поступил в Техникум имени Наримана Нариманова на вечерний факультет электромеханики. Параллельно он стал одним из первых студентов Бакинского театрального техникума. В годы учёбы в техникуме играл главные роли в спектаклях «Иблис» (Гусейн Джавид), «Айдын», «Севиль», «Огтай Элоглу» (Джафар Джаббарлы), «Беглецы» (Шиллер). Также выступал в эпизодических ролях в спектаклях Академического театра.
В 1926 году, после окончания техникума, Алескер Шарифов отправился в Москву для получения высшего образования, но обучение там началось только через два года. По возвращении в Баку работал актёром, затем продолжил обучение на курсах экспериментального театра у режиссёра-реформатора Всеволода Мейерхольда в Москве. По возвращении с дипломом режиссера его приняли в творческий коллектив Академического национального драматического театра. Непосредственно после этого, в целях поднятия культурного уровня жителей сельских районов Азербайджана в Баку был создан Театр колхозов и совхозов. Алескер Шарифов был назначен его художественным руководителем. Труппа проводила три-четыре месяца в году в Баку, готовя спектакли, затем выезжала в районы Азербайджана с тем же репертуаром для показа спектаклей. Шарифовым были поставлены в этом театре спектакли «Аршин мал алан» и «Не та, так эта» Узеира Гаджибекова, «Багряная невеста» в адаптации Сабита Рахмана, «Алмаз», «Севиль», «Яшар» Джафара Джаббарлы.
В июне 1934 года Алескер Шарифов был принят на должность режиссёра в Национальный драматический театр.
Умер 9 сентября 1982 года в Баку.

## Звания и награды
- Заслуженный артист Азербайджанской ССР  (17 июня 1943)[2]
- Народный артист Азербайджанской ССР (24 мая 1960)[3]
- Орден "Красное Знамя Труда"
- Два ордена «Знак Почёта»
- Почётная грамота Президиума Верховного Совета Азербайджанской ССР (1 июня 1974)[4]